# کوین میرالاس
کوین انتونیو ژوئل گیسلاین میرالاس ی کاستیو (فرانسوی: Kevin Antonio Joel Gislain Mirallas y Castillo‎؛ زادهٔ ۱ ژوئن ۱۹۸۴) بازیکن فوتبال اهل بلژیک و عضو پیشین تیم ملی فوتبال بلژیک است.
وی در تاریخ ۲۲ اوت ۲۰۰۷ میلادی نخستین بازی ملی‌اش را مقابل تیم ملی فوتبال صربستان انجام داد. او در ۶۰ بازی ملی حضور داشته‌است و در بازی‌های ملی‌اش ۱۰ گل به ثمر رسانده‌است.